# Something Better
«Something Better» es una canción grabada en julio de 1968 por la cantante británica Marianne Faithfull. Fue escrita por Barry Mann y Gerry Goffin, con arreglos de Jack Nitzsche y producida por Mick Jagger. Se lanzó como sencillo para promover The World of Marianne Faithfull, un álbum compilatorio de Decca con canciones anteriores de la artista. Sin embargo, el sencillo fue prontamente retirado en el Reino Unido, debido a la referencia sobre drogas que hacía su lado B «Sister Morphine».
En algunos territorios como los Países Bajos, Italia y Japón, «Sister Morphine» apareció como lado A del sencillo. Además, en Francia, Estados Unidos y los Países Bajos se incluyeron versiones alternativas de ambas canciones.

## Grabación
«Something Better» fue grabada entre el 7 al 25 de julio de 1968 en los RCA Studios de Hollywood (Los Ángeles) con el productor Mick Jagger a la guitarra acústica, Ry Cooder a la guitarra y a la guitarra slide, Charlie Watts a la batería, y Jack Nitzsche al piano así como también responsable de los arreglos. 

## Interpretación
«Something Better» apareció interpretada por Marianne Faithfull en el espectáculo The Rolling Stones Rock and Roll Circus, grabado en 1968 e inédito hasta su lanzamiento en vídeo VHS en 1996.